# Dietrich Hermann Hegewisch
Dietrich Hermann Hegewisch (Quakenbrück, 15 dicembre 1746 – Kiel, 4 aprile 1812) è stato uno storico tedesco.
Era il padre del pubblicista politico Franz Hermann Hegewisch (1783-1865).
Hegewisch studiò teologia e storia all'Università di Göttingen. Dopo la laurea fu tutor privato, poi lavorò come editore di giornali ad Amburgo. Dal 1782 al 1812 fu professore ordinario di storia all'Università di Kiel. Nel 1805 fu nominato Etatsrat dalla monarchia danese.

## Opere
- Geschichte der Regierung Kaiser Karls der Grossen, 1777.
- Geschichte der Fränkischen Monarchie von dem Tode Karls des Großen bis zu dem Abgänge der Karolinger, 1779.
- Geschichte Der Deutschen Von Konrad Dem Ersten Bis Zu Dem Tode Heinrichs Des Zweyten.
- Geschichte Der Regierung Kaiser Maximilians Des Ersten.
- Die Aramäer oder Syrer; ein kleiner Beitrag zur allgemeinen Weltgeschichte, 1791.
- Historische und litterarische Aufsätze, 1801.
- Geschichte der Herzogtümer Schleswig und Holstein, 1801-02.
- *Geographische und historische Nachrichten, die Kolonien der Griechen betreffend; 1808, 1811.